# 12873 Clausewitz
12873 Clausewitz este un asteroid din centura principală de asteroizi.

## Descriere
12873 Clausewitz este un asteroid din centura principală de asteroizi. A fost descoperit pe 26 iulie 1998 la Observatorul La Silla de Eric Walter Elst. Asteroidul prezintă o orbită caracterizată de o semiaxă mare de 2,34 ua, o excentricitate de 0,13 și o înclinație de 5,3° în raport cu ecliptica.